# РБТ-5
РБТ-5 — ракетний танк, створений на базі БТ-5 в Радянському Союзі на початку 30-х років.

## Історія створення
Ракетний колісно-гусеничний танк РБТ-5, озброєний двома 250-кілограмовими «танковими торпедами» (ракетами), був розроблений за проектом військового інженера 2-го рангу Тверського наприкінці 1933 року. Дослідний зразок установки був виготовлений на московському заводі № 37, а її монтаж на танк БТ-5 був здійснений на ХПЗ. Машина відрізнялася від серійного танка БТ-5 розміщенням зовні башти двох установок для пуску 250-кілограмових танкових торпед (ракет) із збереженням основної зброї — 45-міліметрової танкової гармати. Клепана конструкція пускової установки була виконана за типом ферми, зібраної з швелерів. Озброєння танка 250-кілограмовими ракетами великого калібру, що за своєю потужністю не поступалися пострілу 305-міліметрової гармати, призначалося для боротьби з важкими танками противника, а також ураження дотів.

## Озброєння
Кожна ракета хвостовою частиною встановлювалася в напрямну втулку та автоматично стопорилася. Урівноваження установки здійснювалося за допомогою спеціального пружинного механізму. Перед пуском ракети на ураження проводилася попередня пристрілка цілі з 45-міліметрової штатної гармати і за допомогою перехідних таблиць вводився поправковий коефіцієнт у вертикальні кути наведення установки.
Ракета довжиною 1805 мм і діаметром 420 мм складалася з головної частини з зарядом вибухової речовини (130 кг) і хвостової частини з реактивним зарядом (13,5 кг). Для підриву вибухової речовини використовувалися підривники від авіаційних бомб (миттєвої та уповільненої дії). Головна частина детонатора для захисту від ураження кулями та осколками мала броньовий ковпак.
Наведення установки у вертикальній площині здійснювалося за допомогою рукоятки спеціального підйомного механізму, що мав дві передачі. У горизонтальній площині наведення забезпечувалося поворотом башти. Максимальний кут піднесення, що становив 48 градусів, дозволяв вражати різні цілі на дальності до 1500 м. Постріл проводився за допомогою електрозапала.

## Підсумки
Мала дальність стрільби, низька ймовірність ураження цілі і висока вразливість від куль і осколків послужили причиною припинення подальших робіт над вдосконаленням танка РБТ-5. Результати робіт по танку РБТ-5 були покладені в основу нових тактико-технічних характеристик, що пред'являлися до ракетних танків.

## Аналоги
Це був фактично перший ракетний танк в світі. У СРСР крім цього зразка були створені, причому теж на шасі БТ-5, інші ракетні танки.